# إدوين جاكسون
إدوين جاكسون (بالفرنسية: Edwin Jackson)‏ مواليد 18 سبتمبر 1989، هو لاعب كرة سلة فرنسي يلعب مع فريق نادي برشلونة في ليغا أيه سي بي ويحمل الرقم 25. يبلغ طوله 6 قدم 3 بوصة (1.9 م).

## فرق لعب لها
- أسفيل باسكت
- جاي إس إف نانتير
- إس بي أو روان باسكت
- أسفيل باسكت
- نادي برشلونة لكرة السلة

## الميداليات
| الميدالية | المسابقة                         |
| --------- | -------------------------------- |
| برونزية   | بطولة كأس العالم لكرة السلة 2014 |

## روابط خارجية
- إدوين جاكسون على موقع الاتحاد الدولي لكرة السلة (الإنجليزية)
- إدوين جاكسون على موقع الدوري الأوروبي لكرة السلة (الإنجليزية)
- إدوين جاكسون على موقع الدوري الإسباني لكرة السلة (الإسبانية)
- إدوين جاكسون على موقع كرة السلة الأوروبية.كوم (الإنجليزية)
- إدوين جاكسون على موقع DraftExpress.com (الإنجليزية)
- إدوين جاكسون على موقع ريلجم (الإنجليزية)
- إدوين جاكسون على موقع بروبوليرز (الإنجليزية)
- إدوين جاكسون على موقع سبورتس رفرنس (الإنجليزية)